# دانیل کوکس
دانیل کوکس (انگلیسی: Daniel Cox؛ زاده ۲۸ سپتامبر ۱۹۹۰) یک تنیس‌باز اهل بریتانیا است.